# Krotz Springs, Louisiana
Krotz Springs, Louisiana (енгл. Krotz Springs) град је у америчкој савезној држави Луизијана.

## Демографија
По попису из 2010. године број становника је 1.198, што је 21 (-1,7%) становника мање него 2000. године.
| Група             | 2000.         | 2010.         |
| Белци             | 1.204 (98,8%) | 1.165 (97,2%) |
| Афроамериканци    | 3 (0,2%)      | 2 (0,2%)      |
| Азијати           | 0 (0,0%)      | 5 (0,4%)      |
| Хиспаноамериканци | 9 (0,7%)      | 18 (1,5%)     |
| Укупно            | 1.219         | 1.198         |